# Walter Francis Morrogh
Walter Francis Morrogh, britanski general, * 1891, † 1954.